# Santa Barbara (Pangasinan)
Santa Barbara is een gemeente in de Filipijnse provincie Pangasinan op het eiland Luzon. Bij de laatste census in 2007 had de gemeente ruim 73 duizend inwoners.

## Geografie

### Bestuurlijke indeling
Santa Barbara is onderverdeeld in de volgende 29 barangays:
| - Alibago - Balingueo - Banaoang - Banzal - Botao - Cablong - Carusocan - Dalongue - Erfe - Gueguesangen - Leet - Malanay - Maningding - Maronong - Maticmatic | - Minien East - Minien West - Nilombot - Patayac - Payas - Poblacion Norte - Poblacion Sur - Primicias - Sapang - Sonquil - Tebag East - Tebag West - Tuliao - Ventinilla |

## Demografie
Santa Barbara had bij de census van 2007 een inwoneraantal van 73.025 mensen. Dit zijn 8.764 mensen (13,6%) meer dan bij de vorige census van 2000. De gemiddelde jaarlijkse groei komt daarmee uit op 1,78%, hetgeen lager is dan het landelijk jaarlijks gemiddelde over deze periode (2,04%).